# Camponotus amphidus
Camponotus amphidus es una especie de hormiga del género Camponotus, tribu Camponotini. Fue descrita científicamente por Santschi en 1926.
Se distribuye por Tanzania, Zambia y Zimbabue. Se ha encontrado a elevaciones de hasta 1737 metros. Vive en bosques primarios.